# Kikizi
Kikizi jedna je od najviših planina u Burundiju, visoka 2145 m. Planina se nalazi na jugoistoku zemlje, između gradova Rutana i Kinyinya.
Na planini se nalazi izvor rijeke Ruvyironza, što je najudaljeniji izvor u porječju Nila, te ga neki smatraju izvorom Nila.